# Le tre spie
Le tre spie (Dark Journey) è un film del 1937 diretto da Victor Saville.

## Trama
La neutrale città di Stoccolma fa da sfondo alla tormentata storia d'amore tra Madeleine, una francese proprietaria di un prestigioso negozio di abbigliamento e il barone Karl von Marwitz, un annoiato dongiovanni. Entrambi però sono spie che lavorano su opposti fronti durante la prima guerra mondiale, lei per gli inglesi e lui per i tedeschi.